# Cascada Piljski
Cascada Piljski (en serbio: Пиљски водопад)  Es la segunda cascada más alta en el país europeo de Serbia, fue descubierta por los geólogos y los alpinistas apenas en el año 2002.
La cascada se encuentra en la región sur-oriental de Visok, cerca de la frontera con Bulgaria, en la ladera sur de la montaña de Stara Planina. Se encuentra a cuatro kilómetros de la aldea de Topli Do, en la dirección de la aldea de Dojkince.